# Museo de Anatomía Veterinaria (São Paulo)
El Museo de Anatomía Veterinaria es un museo público universitario de anatomía veterinaria de la Facultad de Medicina Veterinaria y Zootecnia de la Universidad de São Paulo ubicado en São Paulo, Brasil.
El museo tiene una colección de aproximadamente 2.000 objetos, incluyendo varios animales montados, esqueletos y modelos anatómicos de varias especies.

## Historia

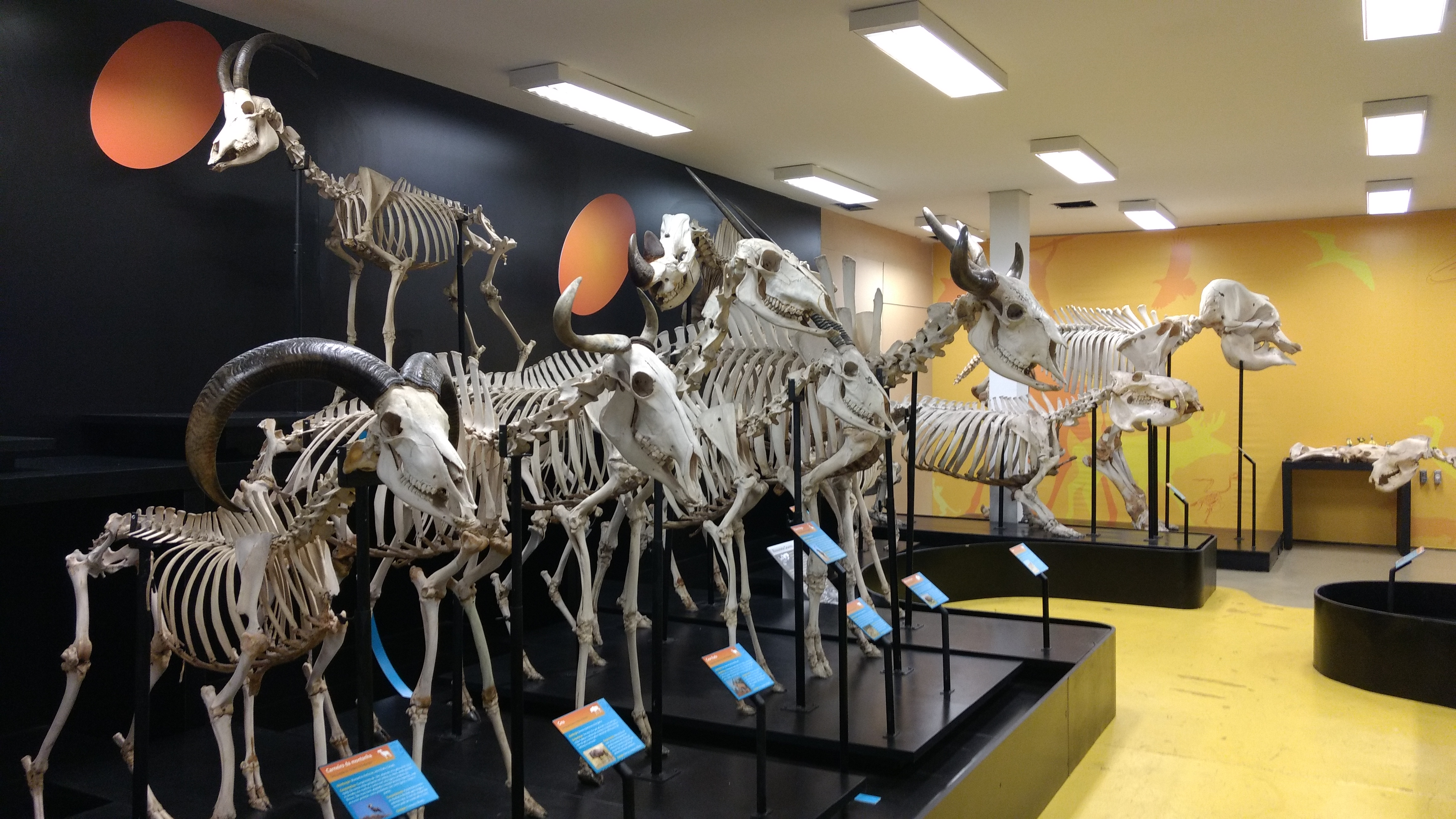
Vista de la colección.

El museo fue inaugurado en 1984 y tiene una exposición permanente estudiada y gestionada por profesores, profesionales y alumnado de la facultad. Antes de la apertura del museo al público en 1984, la colección era utilizada exclusivamente por los profesores universitarios de la facultad para sus clases.
Entre 2004 y 2008, el museo estuvo cerrado al público para mudar la colección a un nuevo edificio en el campus universitario de la Ciudad Universitaria Armando de Salles Oliveira.
Desde el 2010, el museo cuenta con una gestión administrativa orientada a la preservación y difusión de la colección.

## Visitantes
El museo recibe una media de 7.600 visitantes por año. Aproximadamente el 80% de los visitantes son de grupos escolares, mayoritariamente estudiantes de instituto. El museo también atrae estudiantes universitarios para su investigación.

## Colección
El museo tiene una colección de aproximadamente 2.000 objetos, incluyendo varios animales montados, esqueletos y modelos anatómicos de varias especies. La mayoría de piezas son de mamíferos, tanto animales acuáticos, de vuelo, marsupiales, carnívoros, roedores, caballos, bovinos, cerdo y especie de primate entre ellos, incluyendo también la especie humana. 
Además de un esqueleto enorme de un elefante indio, uno de los puntos más destacables de la colección es el esqueleto de un rinoceronte hembra, conocido como el Cacareco, que vivió en el zoológico de São Paulo y se hizo famoso durante las elecciones municipales de octubre de 1959, cuando recibió aproximadamente 100.000 votos de protesta. En esos tiempos, se votaba con papeletas donde cada votante escribía el nombre de su candidato preferido.

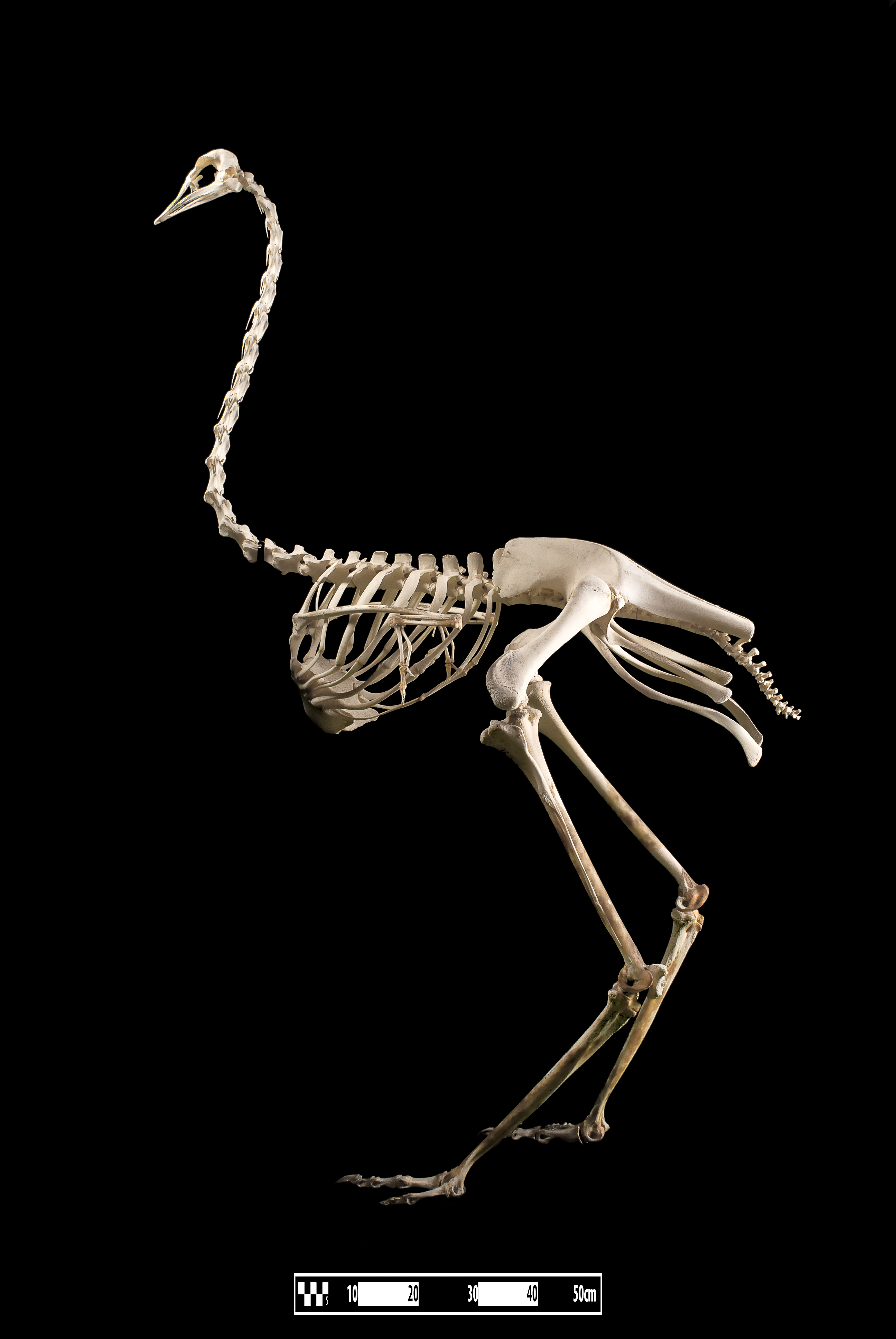
Esqueleto de un avestruz
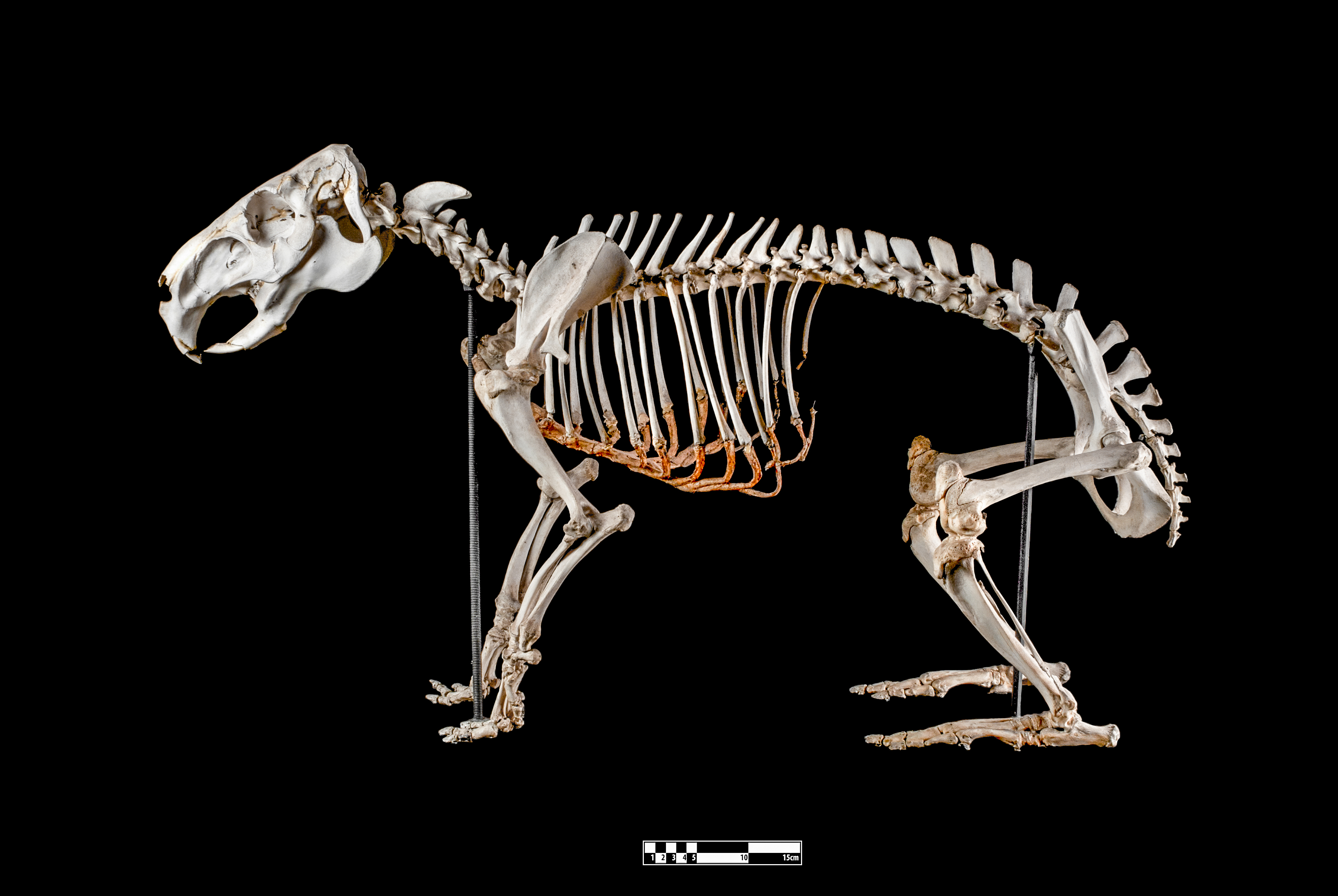
Esqueleto de un capibara
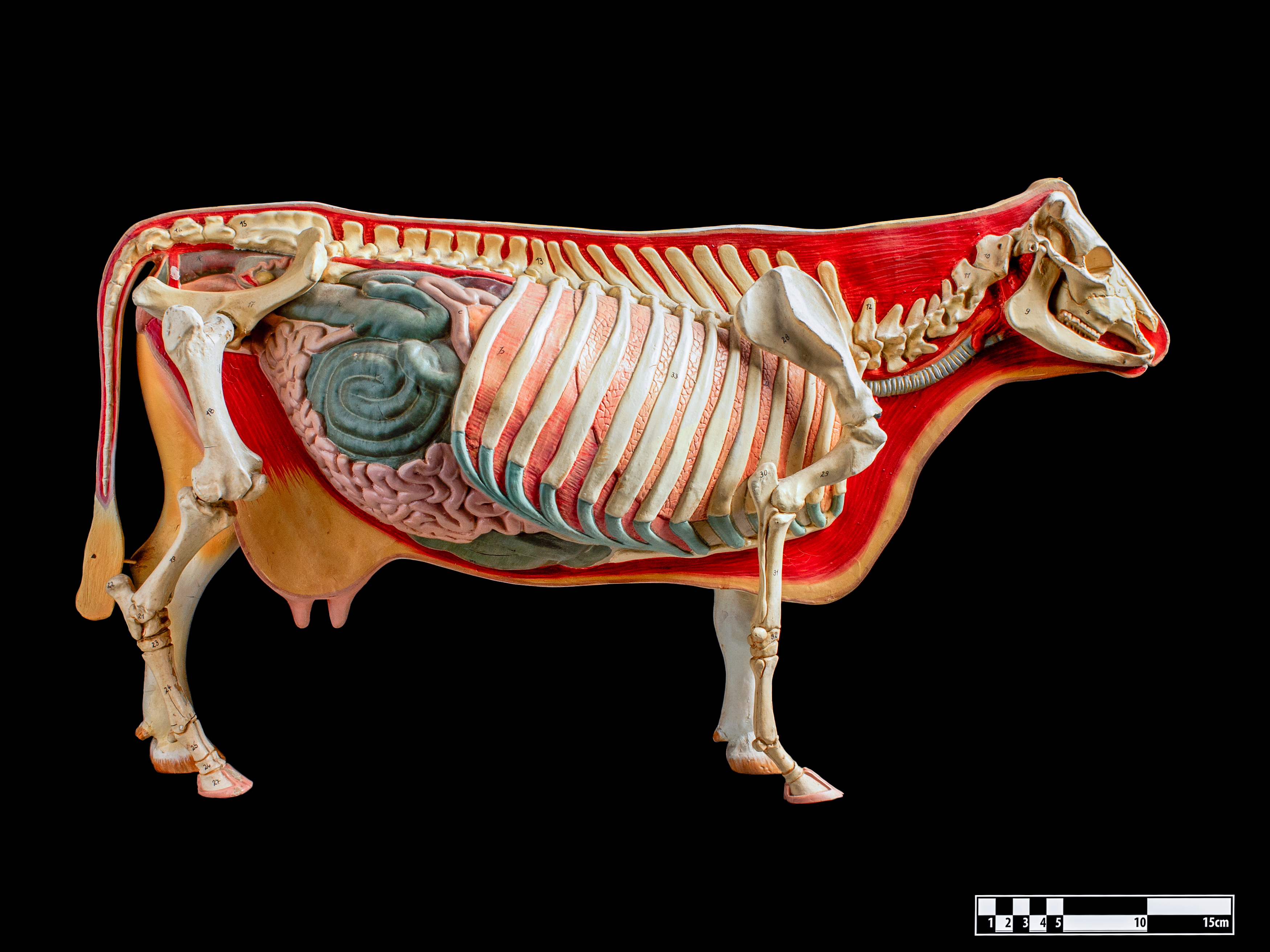
Modelo anatómico bovino
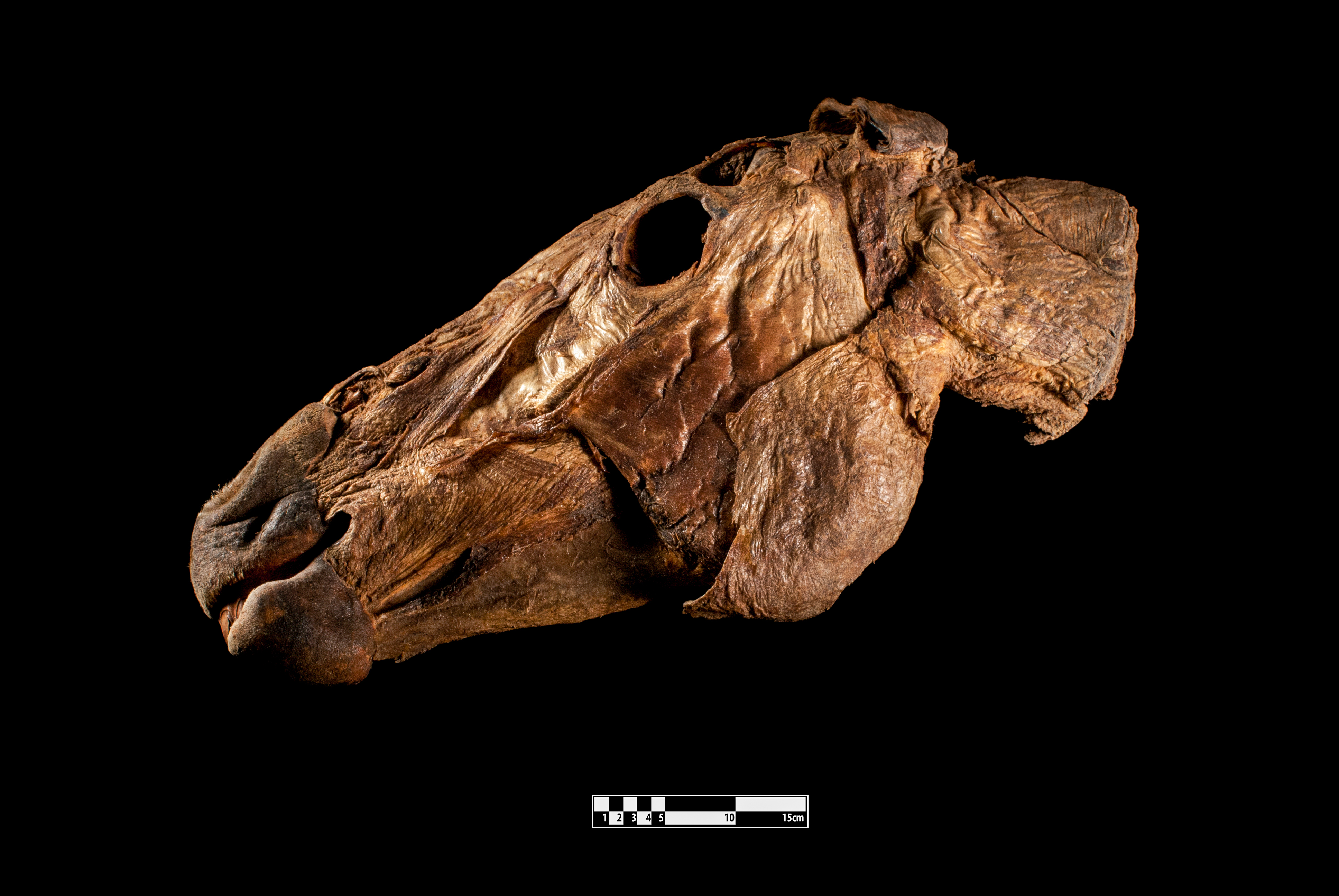
Cabeza deshidratada de un caballo
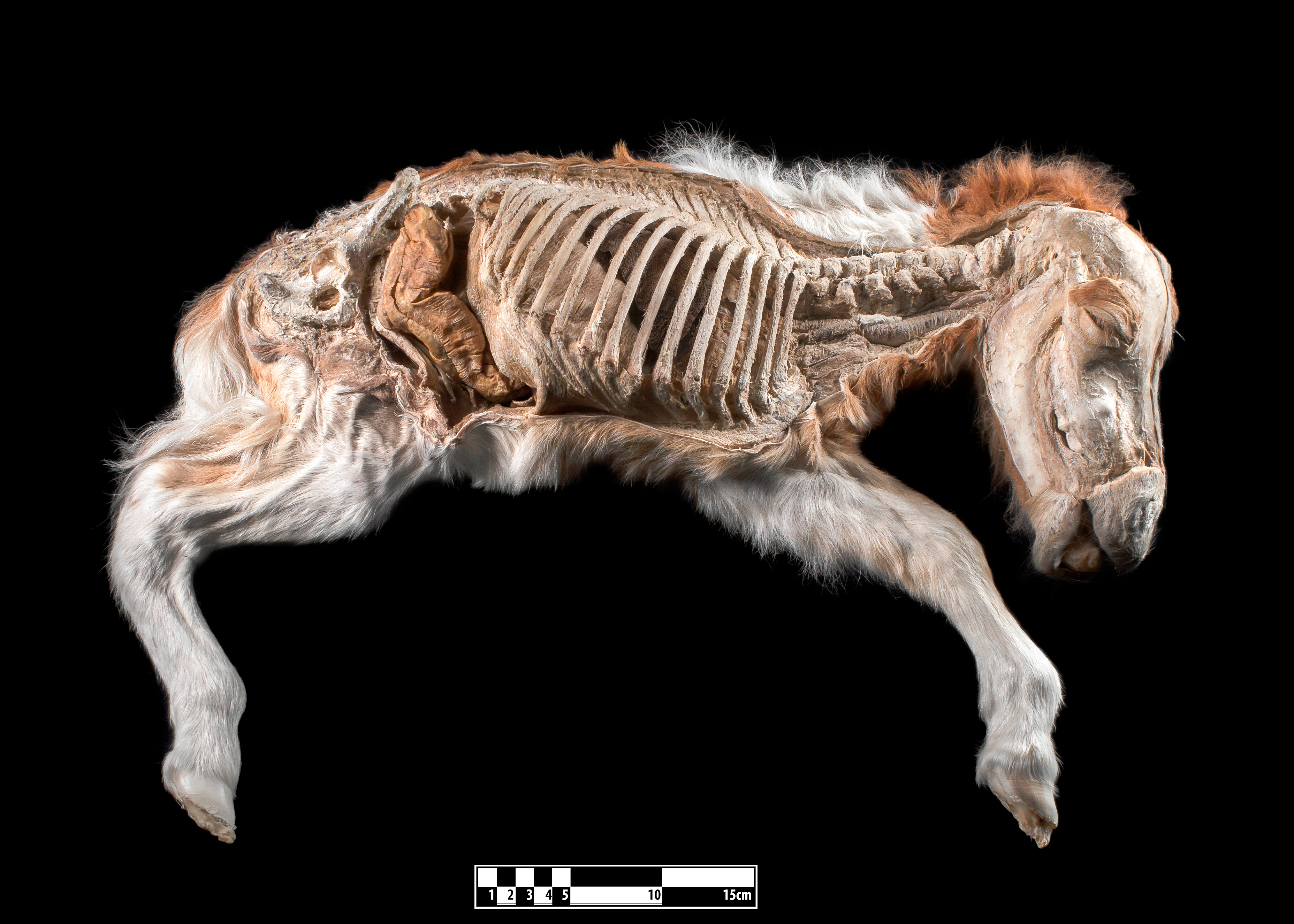
Potro miniatura deshidratado
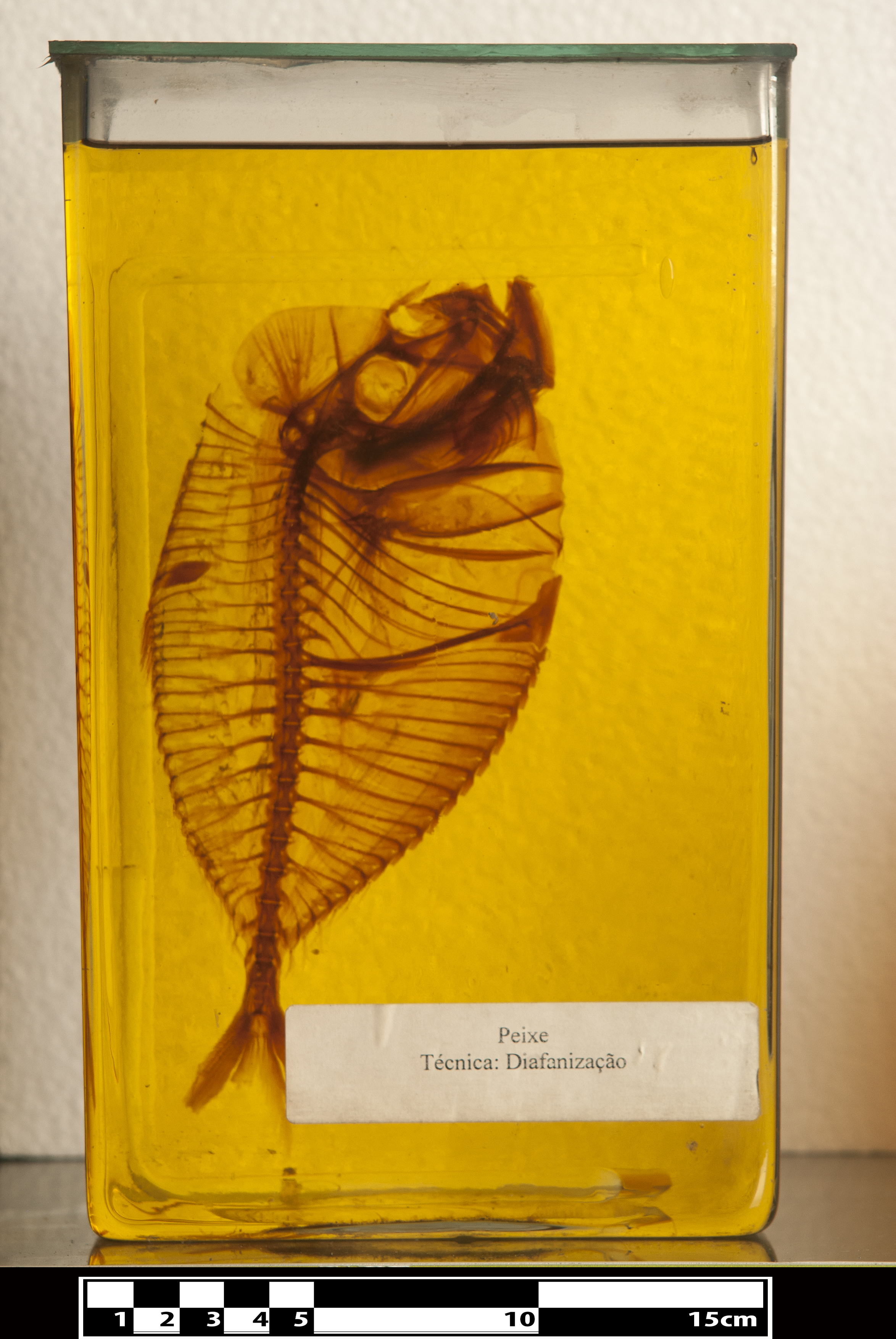
Diafanización de peces
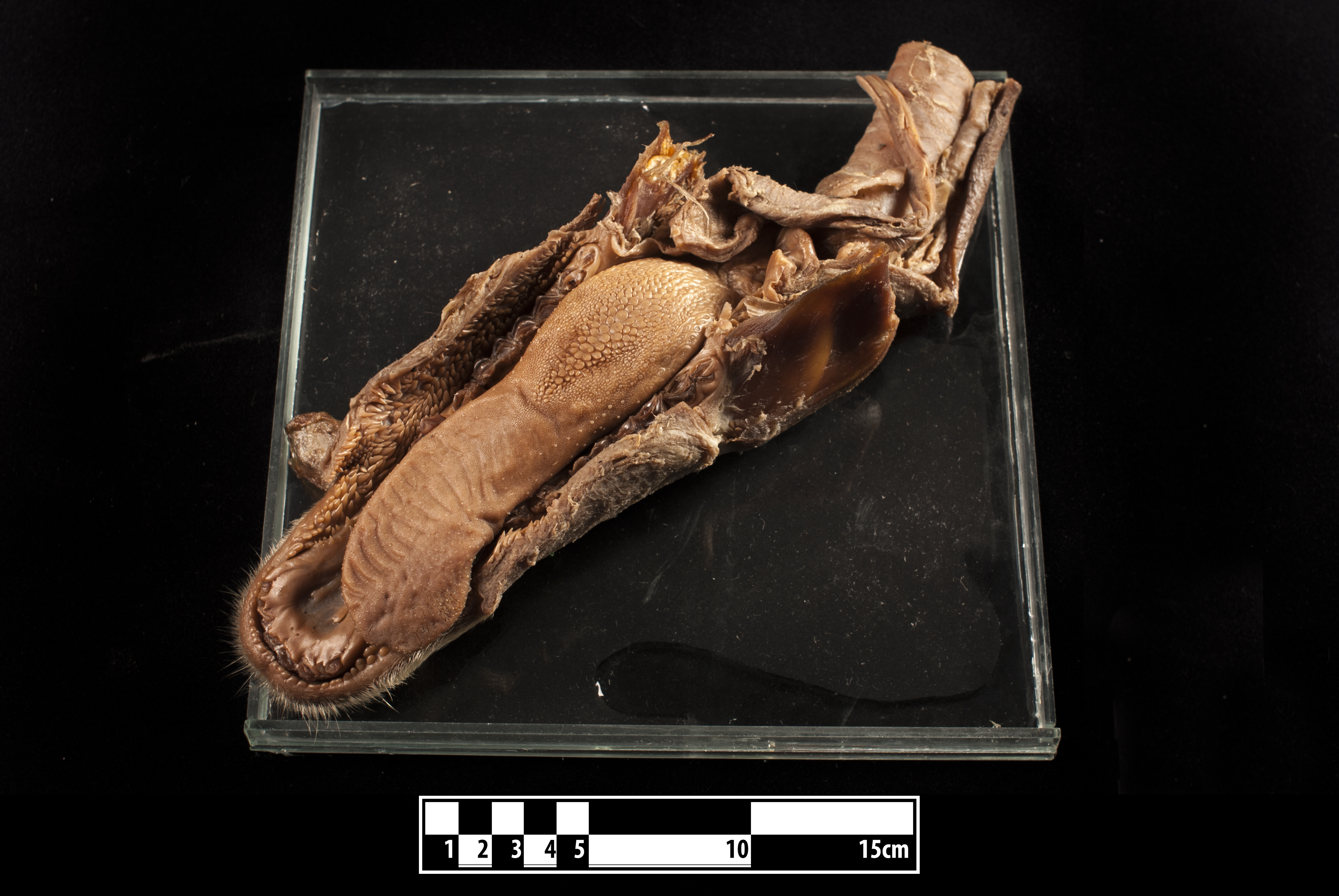
Lengua de una cabra
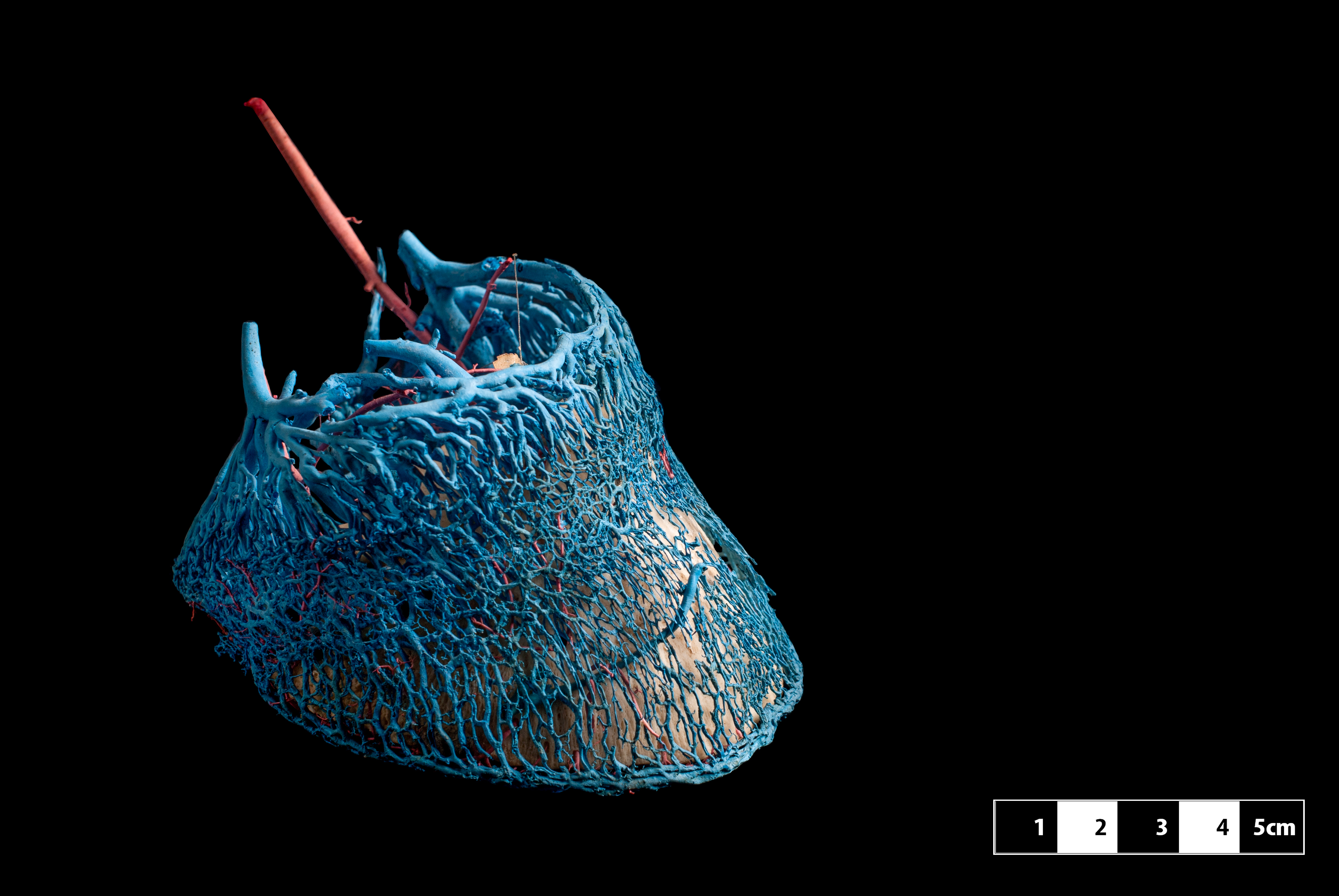
Estructura vascular de la pezuña de un caballo
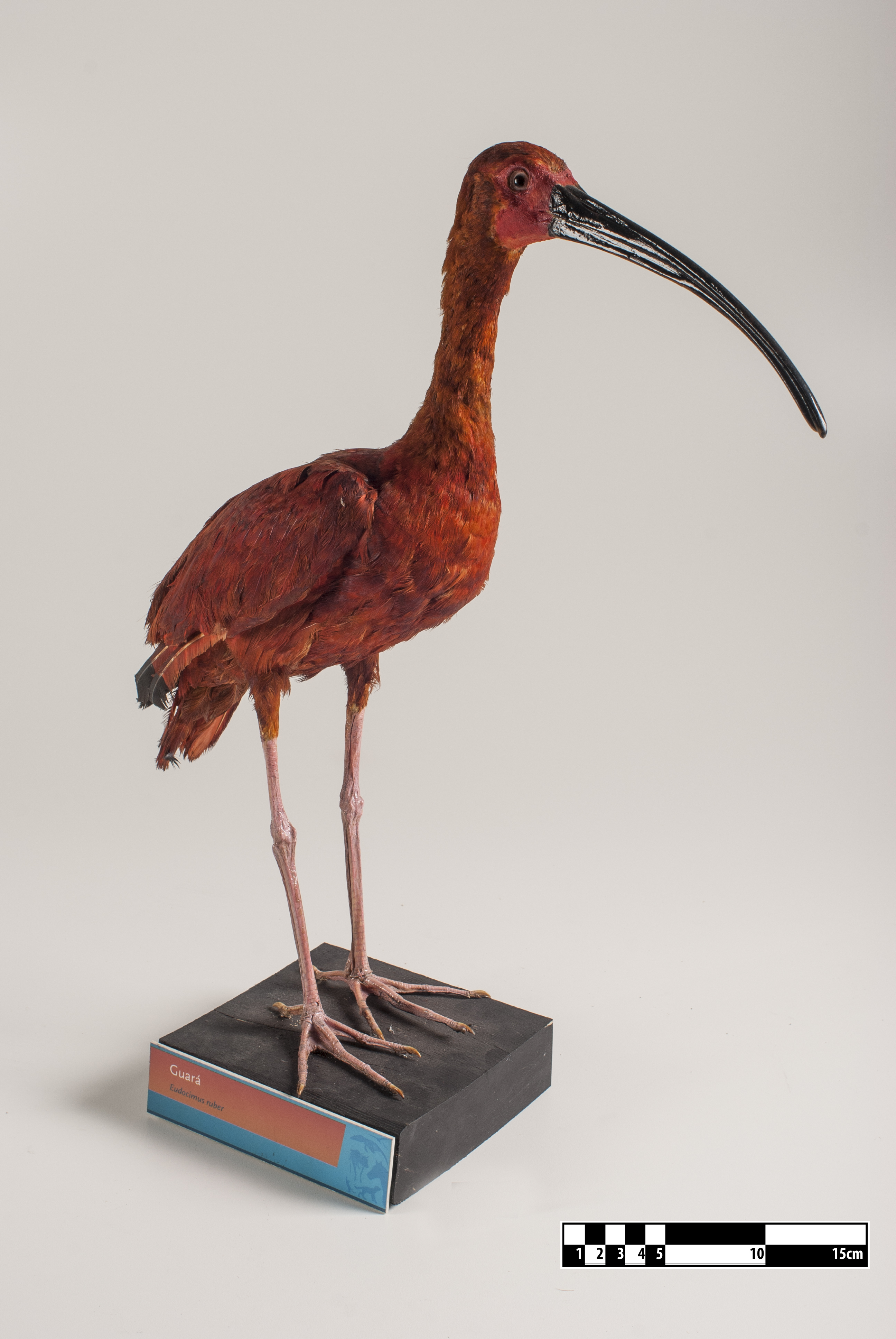
Ibis escarlata
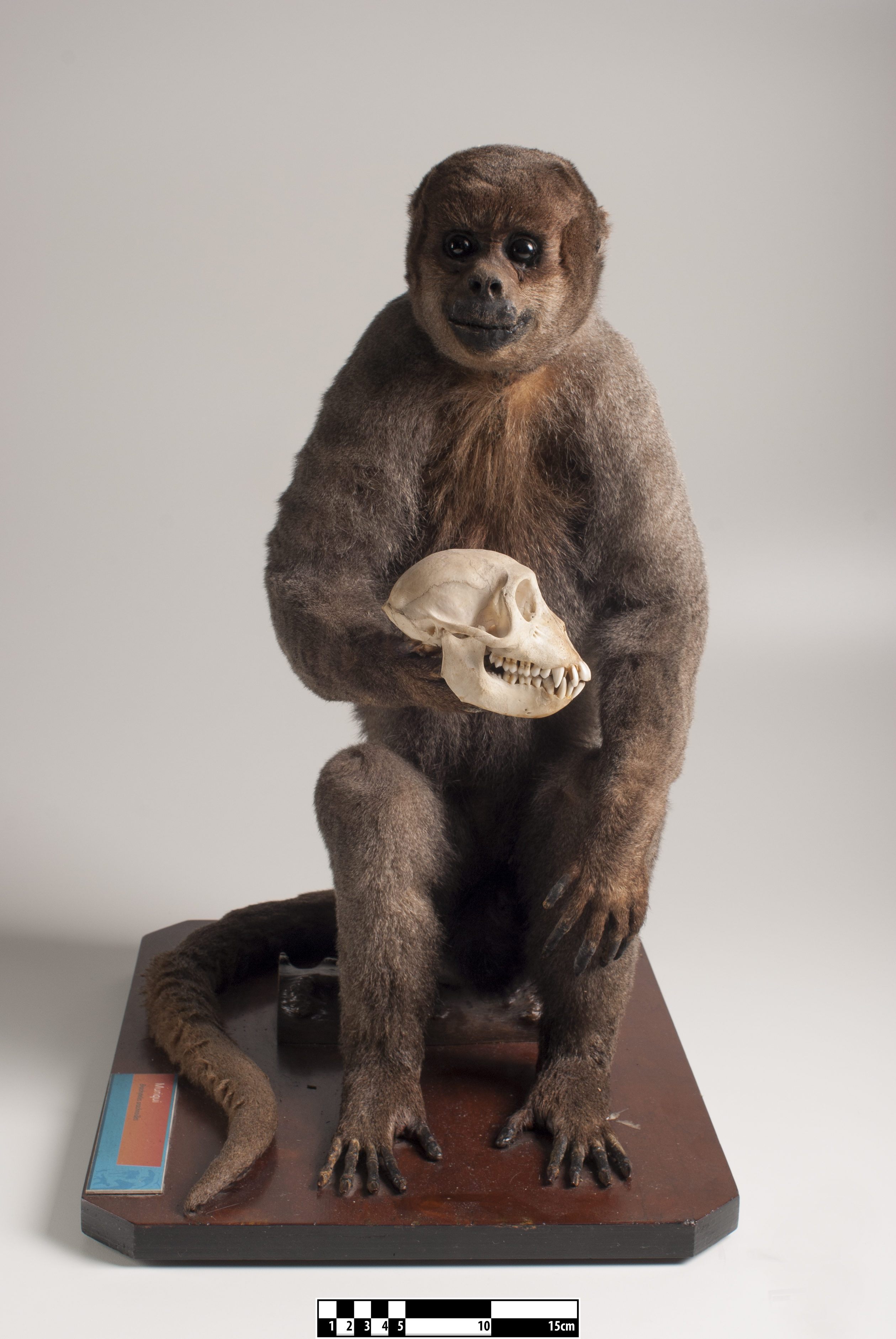
Mono araño muriqui
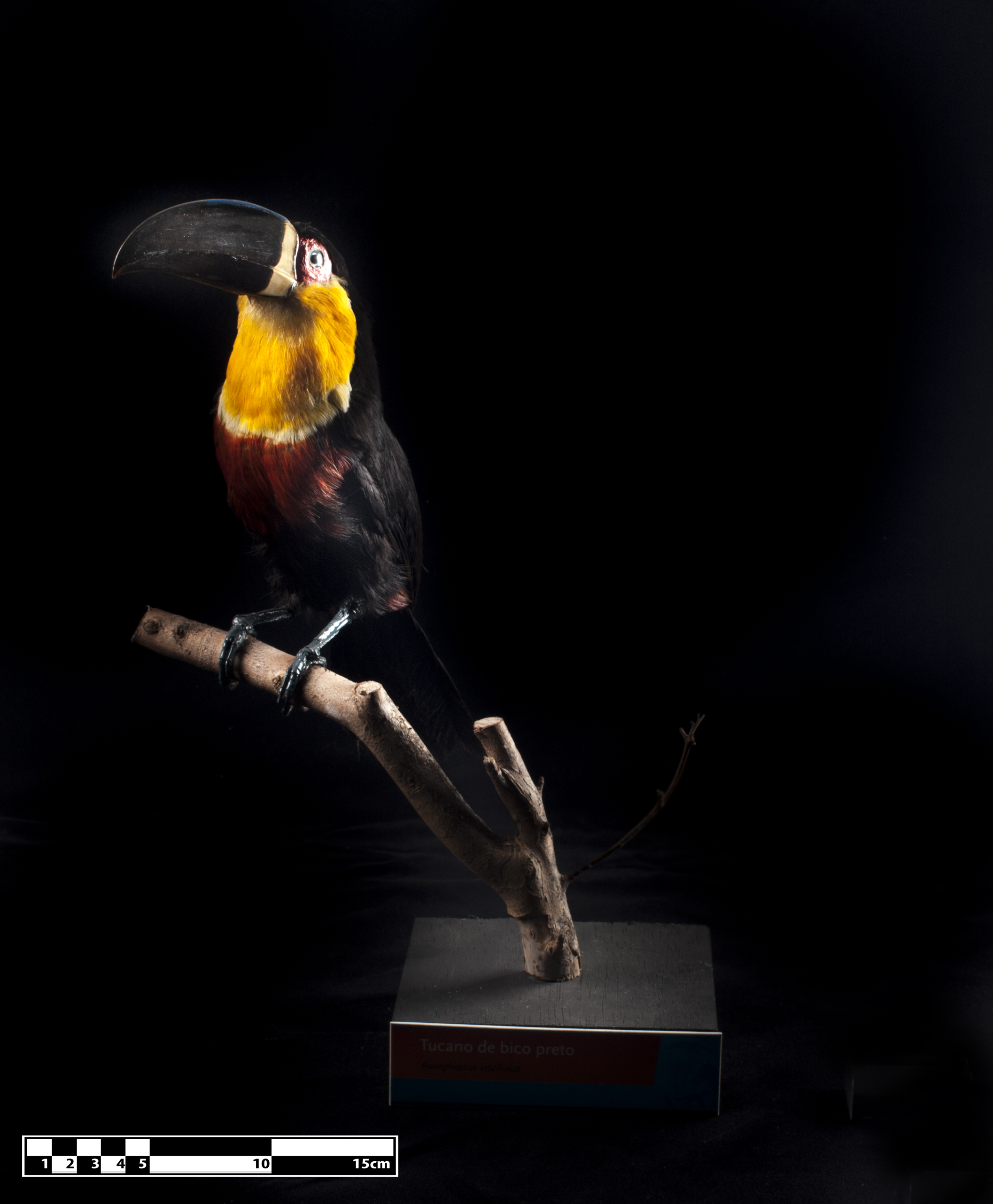
Tucán de pico acanalado
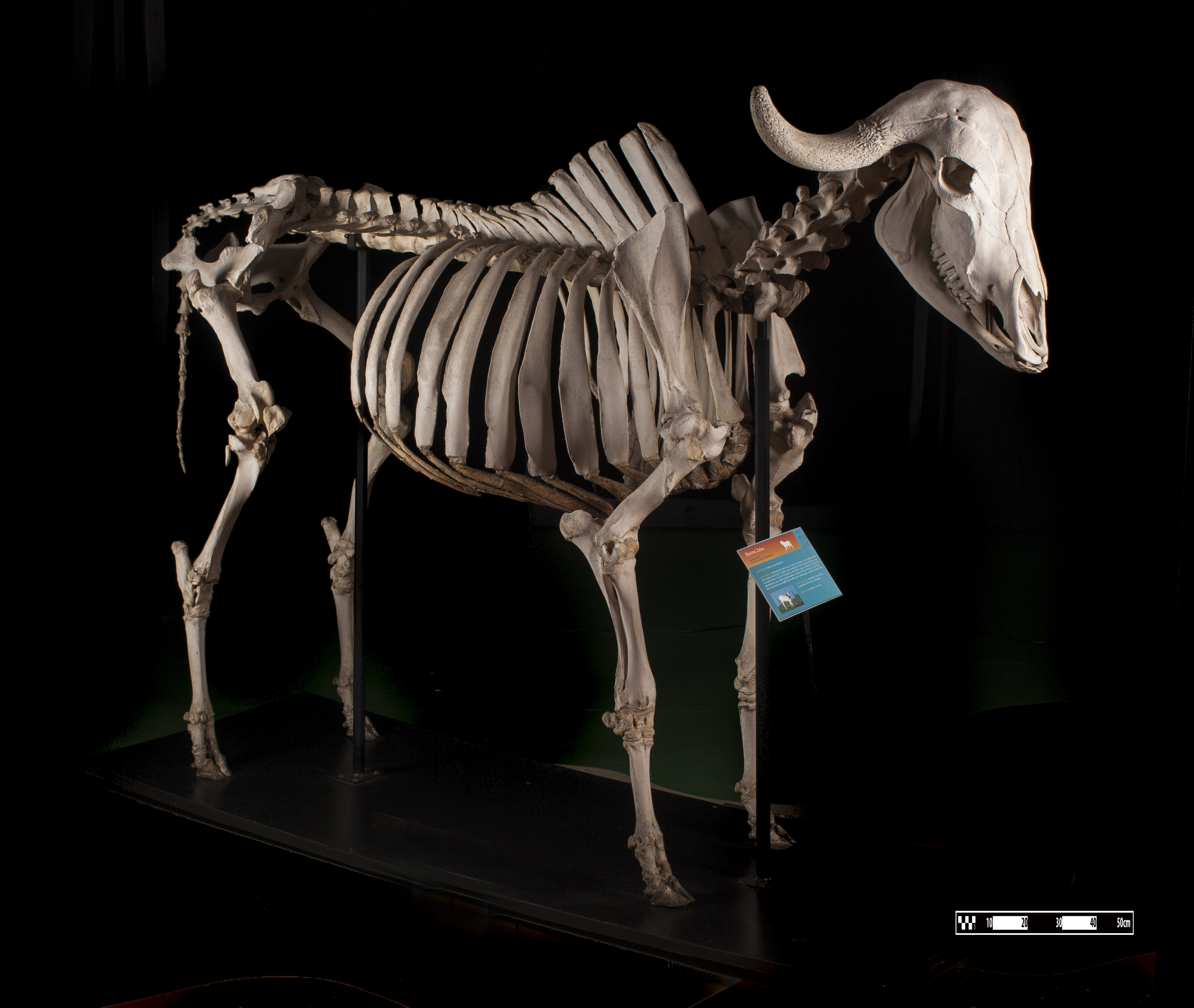
Esqueleto de un cebú abisinio de cuernos cortos
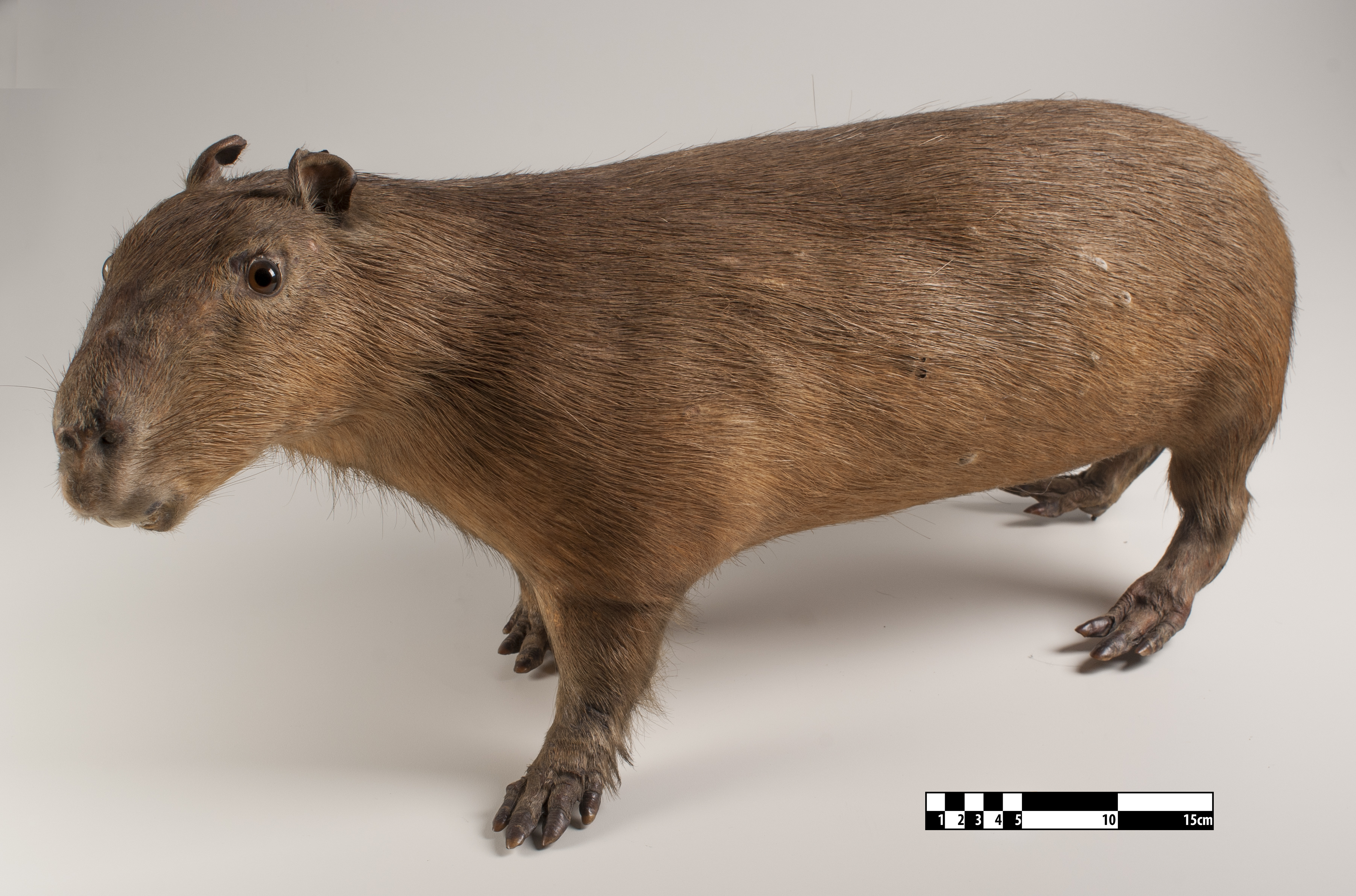
Capibara
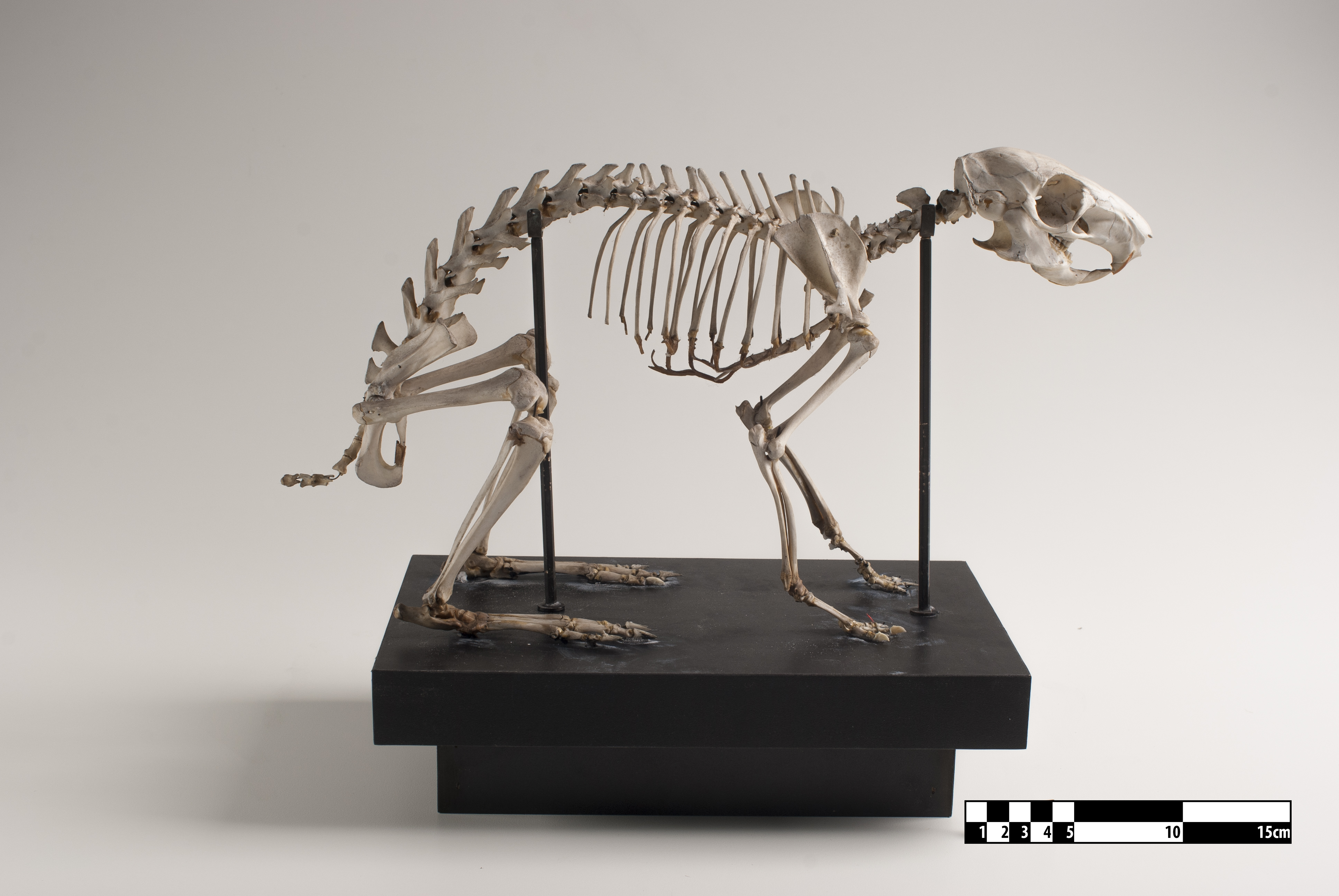
Esqueleto de un cutia